# Чэнгун
Чэнгу́н (кит. упр. 呈贡, пиньинь Chénggòng) — район городского подчинения городского округа Куньмин провинции Юньнань (КНР).

## История
После монгольского завоевания здесь в 1256 году была размещена Чэнгунская охранная тысяча (呈贡千户所). В 1275 году были созданы уезды Чэнгун (呈贡县) и Гуйхуа (归化县). Вскоре уезд Чэнгун был переименован в Шэнгун (晟呈县), но во времена империи Мин в 1383 году ему было возвращено название Чэнгун. Во времена империи Цин в 1668 году уезд Гуйхуа был присоединён к уезду Чэнгун.
После вхождения провинции Юньнань в состав КНР уезд вошёл в состав Специального района Юйси (玉溪专区). В 1958 году уезд Чэнгун был присоединён к уезду Цзиньнин.
В 1960 году уезд Цзиньнин был передан из состава Специального района Юйси под юрисдикцию властей Куньмина. В 1965 году был воссоздан уезд Чэнгун (уже в составе Куньмина).
В 2011 году уезд Чэнгун был преобразован в район городского подчинения, и сюда переехало Народное правительство Куньмина.

## Административное деление
Район делится на 10 уличных комитетов.

## Экономика
В районе расположен рынок Доунань — крупнейший в Азии и второй по величине в мире после Алсмера оптовый цветочный рынок. Здесь продают срезанные цветы, комнатные растения, луковицы, саженцы, флористические материалы, цветочные чаи. По состоянию на 2022 год товарооборот рынка  составлял 11 млрд свежесрезанных цветов. Свежие цветы с рынка продаются в более чем 50 стран и районов мира.

## Образование
- Куньминский медицинский университет
- Куньминский университет науки и технологий
- Юньнаньский университет национальностей
- Кампус Юньнаньского университета
- Кампус Юньнаньского педагогического университета